# 江真
江真（1414年—？），字士元，直隸徽州府歙縣人，民籍。明朝政治人物。進士出身。

## 生平
應天府鄉試第十九名。正統十三年（1448年）戊辰科會試第一百十八名，殿試登進士第三甲第四十九名。

## 家族
曾祖江仲卿。祖父江子仁，曾任永淳縣知縣。父亲江彥才。